# Linda Howard (Tischtennisspielerin)
Linda Howard (* 28. Juli 1955 in Guildford) ist eine englische Tischtennisspielerin, die 1976 Europameister im Doppel wurde.

## Werdegang
Ihren ersten internationalen Erfolg erzielte Linda Howard bei den Jugend-Europameisterschaften 1973, wo sie im Mixed mit Desmond Douglas den Titel holte.
Zwölf Titel erkämpfte sie bei den nationalen Englischen Meisterschaften, nämlich sieben im Doppel und fünf im Mixed. Bei den Commonwealth-Meisterschaften der Erwachsenen wurde sie in den 1970er Jahren sechsmal Erste, nämlich 1973 und 1975 mit der englischen Mannschaft, 1975 im Doppel mit Jill Hammersley und im Mixed mit Desmond Douglas sowie 1979 im Doppel mit Carole Knight und im Mixed mit Jimmy Walker. Von 1973 bis 1981 wurde Howard viermal für Weltmeisterschaften nominiert und wurde 1975 im Teamwettbewerb Fünfter.
Fünfmal nahm sie an Europameisterschaften teil. Hier erzielte sie 1976 den größten Erfolg, als sie sich im Doppel mit Jill Hammersley im Endspiel gegen Alica Grofová/Dana Dubinová (ČSSR) durchsetzte und Europameister wurde. Silber gewann sie noch bei der gleichen EM mit der englischen Mannschaft und 1980 im Mixed mit Desmond Douglas, Bronze im Doppel mit Jill Hammersley 1980 und 1982. Nach der EM 1982 beendete sie ihre internationale Karriere.
In der ITTF-Weltrangliste belegte Linda Howard Mitte 1976 Platz 24.
Um 1979 spielte sie beim deutschen Verein Post SV Düsseldorf.

## Privat
Linda Howard arbeitete zunächst als Sportartikelverkäuferin in London. Im Juni 1979 heiratete sie den englischen Tischtennis-Nationalspieler Nicky Jarvis. Ihr gemeinsamer Sohn Matt Jarvis (* 1986) ist ein bekannter Fußballspieler. Lindas Schwester Susan – heute Sue Henderson – siegte 1973 bei den Commonwealth-Meisterschaften. Linda und Nicky Jarvis betreiben seit 1983 ein Tischtennisausrüstungsgeschäft mit dem Namen „Jarvis Sport“.

## Turnierergebnisse
| Verband | Veranstaltung                         | Jahr | Ort        | Land | Einzel     | Doppel     | Mixed         | Team |
| ------- | ------------------------------------- | ---- | ---------- | ---- | ---------- | ---------- | ------------- | ---- |
| ENG     | Commonwealth Meistersch.              | 1979 | Edinburgh  | SCO  | Halbfinale | Gold       | Gold          |      |
| ENG     | Commonwealth Meistersch.              | 1975 | Melbourne  | AUS  | Silber     | Gold       | Gold          | 1    |
| ENG     | Commonwealth Meistersch.              | 1973 | Cardiff    | WAL  |            | Silber     | Silber        | 1    |
| ENG     | Europameisterschaft                   | 1982 | Budapest   | HUN  |            | Halbfinale |               |      |
| ENG     | Europameisterschaft                   | 1980 | Bern       | SUI  |            | Halbfinale | Silber        |      |
| ENG     | Europameisterschaft                   | 1978 | Duisburg   | FRG  | letzte 16  |            | Viertelfinale |      |
| ENG     | Europameisterschaft                   | 1976 | Prag       | TCH  | letzte 16  | Gold       |               | 2    |
| ENG     | Europameisterschaft                   | 1974 | Novi Sad   | YUG  |            |            | Viertelfinale |      |
| ENG     | Jugend-Europameisterschaft (Junioren) | 1973 | Piraeus    | GRE  |            |            | Gold          |      |
| ENG     | Weltmeisterschaft                     | 1981 | Novi Sad   | YUG  | letzte 32  | letzte 16  | letzte 32     | 12   |
| ENG     | Weltmeisterschaft                     | 1977 | Birmingham | ENG  | letzte 64  | letzte 64  | letzte 32     | 7    |
| ENG     | Weltmeisterschaft                     | 1975 | Calcutta   | IND  | letzte 64  | letzte 32  | letzte 64     | 5    |
| ENG     | Weltmeisterschaft                     | 1973 | Sarajevo   | YUG  | letzte 32  | letzte 32  | letzte 32     | 10   |